# Проказна (станция)
Прока́зна — промежуточная железнодорожная станция Пензенского отделения Куйбышевской железной дороги, располагается на территории Пензенской области.

## Описание
Станция Проказна расположена на однопутном участке Рузаевка — Пенза IV с электротягой постоянного тока; относится к Пензенскому региону Куйбышевской железной дороги. По характеру работы является промежуточной станцией, по объёму выполняемой работы отнесена к 5-му классу. Путевое развитие состоит из 2 путей: 1 главного (№ 1) и 1 приёмо-отправочного (№ 2). Комплексный контроль за техническим состоянием путей осуществляет Пензенская дистанция пути (ПЧ-2). Контроль за техническим обслуживанием и ремонтом устройств автоматики и телемеханики осуществляет Пензенская дистанция сигнализации, централизации и блокировки (ШЧ-1).
Станция включена в диспетчерскую централизацию участка Пенза — Красный Узел. Станция переведена на диспетчерское управление. Штат ДСП на станции отсутствует.